# 李承文
李承文（1913年3月—2008年11月22日），山西汾阳人，中华人民共和国政治人物、工程师。

## 生平

### 民国时期
1933年9月，考入北平大学工学院纺织系。1936年4月，加入中国共产党，1936年11月至1937年6月曾任工学院(地下)党支部书记。1937年8月后，历任山西榆次晋华纺织公司技术员，中共山西榆次县委组织委员。1937年11月18日，根据八路军一二九师命令，在太行山区成立一二九师秦赖支队。秦基伟任司令员，赖际发任政委，朱效成任政治处主任。下辖三个大队：其中二大队队长齐开宏，李承文担任政委。之后他转任独立支队政治处主任。1942年，担任太行冀西专署建设科长、办公室主任，武安县县长。
1945年9月，峰峰煤矿更名为峰峰利民煤矿公司。1946年3月，在邯郸召开了峰峰利民煤矿股份有限公司股东大会，宣布公司成立。大会选举徐达本、李承文等5人为董事，徐达本为董事长，李承文为公司经理，南步达为公司副经理。1946年6月，公司将一级管理改为公司和矿厂两级管理。公司建立工委，李承文担任中共峰峰利民煤矿公司工委书记。1947年3月后，李承文历任晋冀鲁豫中央局财办工矿处三室主任，晋冀鲁豫边区政府工业厅技术处副处长，华北人民政府企业部部长。

### 共和国时期
1949年，他先后任政务院重工业部人事司副司长。1952年，任国务院第二机械部教育司司长。1957年，任纺织部纺织机械设计院院长、党委书记。1958年，出任黑龙江省机械厅厅长。1959年2月至1965年1月，担任牡丹江区书记处书记。1959年2月至1964年3月，担任牡丹江地委书记（当时设立第一书记）。之后担任哈尔滨建工学院（现哈尔滨建筑大学）党委书记、院长。文化大革命期间受到迫害。1976年10月至1978年7月，出任黑龙江省轻工业厅厅长，黑龙江省经委副主任等。1979年，当选黑龙江省人大常委会委员。1983年5月离休。2008年11月22日在哈尔滨逝世，享年96岁。